# Trémeheuc
Trémeheuc (gallo Tréméhoec, bretonsky Tremaeg) je francouzská obec v departementu Ille-et-Vilaine v regionu Bretaň. V roce 2011 zde žilo 371 obyvatel.

## Vývoj počtu obyvatel
Počet obyvatel 